# Szyrwinty
Szyrwinty (lit. Širvintos) – miasto (7200 mieszkańców) na Litwie, położone na północny zachód od Wilna (50 km), na drodze do Wiłkomierza. Jest stolicą rejonu. 
Sioło Szyrwinty wchodziło w 1644 roku w skład włości muśnickiej. Szyrwęty położone były w 1772 roku w powiecie wiłkomierskim województwa wileńskiego. W latach 1922–1939 miasto znajdowało się kilka kilometrów od granicy z Polską, po litewskiej stronie. Według ostatniego spisu powszechnego Polacy stanowią 10% mieszkańców rejonu szyrwinckiego.
Dawniej istniała gmina Szyrwinty.

## Miasta partnerskie
- Gmina Oppegard  Norwegia
- Gmina Jasieniec  Polska
- Gmina Rakoniewice  Polska